# 1376
سنة 1376 كانت سنة كبيسة تبدأ يوم الثلاثاء (الرابط يظهر نموذج التقويم الكامل للسنة) من التقويم اليولياني.

## مواليد
- أحمد بن عروس
- تشوي ين دوك
- لويس، كونت فندوم

## وفيات
- محمد بن سعيد الرعيني
- الأفضل عباس بن المجاهد علي - سادس ملوك الدولة الرسولية